# Mapudungun
A língua mapuche ou mapudungu (literalmente, a fala da terra) é o idioma dos mapuches, um povo ameríndio que habita milenarmente certas regiões do Chile e da Argentina. A identidade mapuche possui cerca de 440.000 falantes com diversos graus de competência linguística. Ela incorporou palavras do espanhol e do quíchua (outro idioma autóctone) e, por sua vez, introduziu no léxico do espanhol uma grande quantidade de palavras relacionadas com a flora da região habitada pelos mapuches.
Um idioma ainda classificado insatisfatoriamente: Alguns autores consideram-na uma língua isolada. Outros incluem-na no grupo das línguas andinas (Greenberg 1987, Key 1978), enquanto Stark (1970) e Hamp (1971) defendem estar relacionada com a língua maia. Croese (1989, 1991) avançou a hipótese de um parentesco com o aruaque.
Também não há concordância quanto ao número de falantes, sendo frequente as estimativas dependerem da luta política entre esta minoria étnica e os governos chileno e argentino. Um estudo mapuche de 2008 aponta para 700.000 falantes. Outros autores estimam um total de 240.000, sendo 200.000 no Vale Central do Chile e 40.000 na Argentina.
O mapudungun carece de uma efectiva protecção, apesar do empenho do governo chileno (depois de séculos de repressão) em melhorar a situação e promover o efectivo acesso à educação nas áreas mapuches do Chile meridional. Cabe referir ainda a presente luta pela adopção de um alfabeto, sendo diversas as propostas sobre a mesa.

## Denominações
Seus falantes denominam o idioma mapudungun ("a fala da terra"), mapuchedungun ("a fala dos mapuches"), ou chedungun ("a fala da gente"), embora os cronistas coloniais o tenham denominado  "araucano", "língua do Chile" e também chilidungu, que se supõe seja o mesmo. O termo "araucano" foi criado durante a Conquista do Chile para denominar o povo e sua língua, e foi utilizado habitualmente até o século XX, não obstante o desagrado que provoca entre os mapuches. No livro "Mapudungun. El Habla Mapuche", Fernando Zúñiga comenta em uma nota de rodapé:
"A origem da antiga denominação araucanos— hoje evitada tanto nos círculos acadêmicos como pelos mapuches – ainda é motivo de controvérsia." - Zúñiga, 2006, pag. 29
Isso motivou um abandono gradual do uso do termo "araucano" nos lugares onde eles habitam, e o crescente uso de "língua mapuche" ou "mapudungun".

## Fonologia e fonética
Em mapudungun existem 6 vogais, 20 consoantes e 2 semivogais. O acento não possui valor fonológico.

### Vogais
|         | Anterior | Central | Posterior |
| Fechada | i        | ɨ       | u         |
| Média   | e        |         | o         |
| Aberta  |          | a       |           |

- As vogais a, e, i, o e u pronunciam-se como no português do Brasil (á, é, ó).
- A vogal ɨ pronuncia-se como e em posição átona no português europeu, como em pode.

### Consoantes
|             | bilabial | labiodental | interdental | dento-alveolar | pós-alveolar | palatal | retroflexa | velar |
| oclusiva    | p        |             | t̪           | t              |              |         |            | k     |
| africada    |          |             |             |                | ʧ            |         | tʴ         |       |
| fricativa   |          | f           | θ           | s              | ʃ            |         |            | ɣ     |
| líquida     |          |             | l̪           | l              |              | ʎ       | ɹ          |       |
| nasal       | m        |             | n̪           | n              |              | ɲ       |            | ŋ     |
| aproximante | w        |             |             |                |              | j       |            |       |

### Acento
O acento não possui valor fonológico e pode variar de acordo com as palavras vizinhas, a ênfase, a presença de ditongos, entre outros factores.
Nos dissílabos, a sílaba tónica é a última quando ambas as sílabas são abertas (terminadas em vogal) ou fechadas (terminadas em consoante). Quando só uma das duas é fechada, será essa a tónica.
- Exemplos: ruka "casa", iñchiñ "nós", narki "gato", küyen "lua".

Nas palavras com mais de duas sílabas, se as duas últimas forem abertas ou fechadas, a tónica será a penúltima. Caso uma das duas seja fechada, será essa a tónica.
- Exemplos:pichiwentru "menino", warangka "mil", mapudungun "língua mapuche".

### Entoação
A pronúncia das consoantes varia conforme o estado de espírito do falante, e considera-se que existem três "entoações": afectuosa, neutra e depreciativa. No entanto, não é possível fazer-se uma caracterização exacta da variação das consoantes pois é um fenómeno muito variável de pessoa para pessoa. Além disso, cada pessoa pode também variar a sua pronúncia, de acordo com a situação.
Exemplo:
Afectuoso: Feychi kushe ("Essa velhota")
Neutro: Feychi kuse ("Essa senhora idosa")
Depreciativo: Feyti kude ("Essa velha")

## Escrita
Os mapuches não possuíam escrita aquando da chegada dos conquistadores espanhóis, pelo que ao escrevê-lo se usa o alfabeto latino. Os estudos de Félix José de Augusta, Moesbach e Rodolfo Lenz levaram à criação de novos sistemas menos influenciados pelo espanhol.
Presentemente, existem sete ou oito sistemas diferentes, dos quais os mais aceites são o Alfabeto Unificado e o Grafemário Raguileo. O primeiro é um alfabeto latino com dígrafos e letras especiais (ch, l, n, ñ, ng, tr, t, ü) que foi elaborado pela Sociedade Chilena de Lingüística em 1988; assim, o Alfabeto Unificado do mapudungun é constituído pelas 27 letras seguintes: a, ch, d, e, f, g, i, k, l, l, ll, m, n, n, ñ, ng, o, p, r, s, t, t, tr, u, ü, w, y.
Quanto ao Grafemário de Anselmo Raguileo, é um alfabeto latino formado por 26 letras, em que cada som do idioma é representado por uma só letra: a, c, z, e, f, q, i, k, l, b, j, m, n, h, ñ, g, o, p, r, s, t, x, u, v, w, y.
O governo chileno está a promover o uso de um sistema que combina características dos dois anteriores, criado pela Corporación Nacional de Desarrollo Indígena (CONADI), Corporação Nacional de Desenvolvimento Indígena. É denominado Azümchefe (pessoa que ensina) e consiste em 28 letras: a, ch, z, e, f, q, i, k, l, lh, ll, m, n, nh, ñ, g, o, p, r, s, t, tx, u, ü, w, y, sh, t'. A versão do Windows XP em mapudungun, lançada a 30 de Outubro de 2006, usa este sistema.
| AFI  | Unificado | Raguileo | Azümchefe | Exemplo     | Tradução             | Pronúncia aproximada                                                                             |
| ---- | --------- | -------- | --------- | ----------- | -------------------- | ------------------------------------------------------------------------------------------------ |
| /a/  | a         | a        | a         | malal       | curral               | Como o a em água.                                                                                |
| /tʃ/ | ch        | c        | ch        | challwan    | pescar               | Como o ch do inglês child (africada pós-alveolar surda).                                         |
| /θ/  | d         | z        | z         | dungun      | língua               | Como o th do inglês thing.                                                                       |
| /e/  | e         | e        | e         | epe         | quase                | Como o e em essa.                                                                                |
| /f/  | f         | f        | f         | afün        | terminar             | Como o f em fada. Em alguns dialectos, em final de sílaba pronuncia-se como o v de vale.         |
| /ɣ/  | g         | q        | q         | rag         | greda                | Semelhante ao g "brando" de água (fricativa velar sonora).                                       |
| /i/  | i         | i        | i         | in          | comer                | Como o i em isso.                                                                                |
| /k/  | k         | k        | k         | ko          | água                 | Como o c em cada.                                                                                |
| /l/  | l         | l        | l         | luan        | guanaco              | Como o l em lado.                                                                                |
| /l̪/  | l         | b        | lh        | lafken      | mar, lago, oeste     | Semelhante a l, mas com a ponta da língua entre os dentes.                                       |
| /ʎ/  | ll        | j        | ll        | llangkaforo | ombro                | Como lh em palha.                                                                                |
| /m/  | m         | m        | m         | mañke       | condor               | Como o m em mãe.                                                                                 |
| /n/  | n         | n        | n         | nag         | abaixo               | Como o n em nessa.                                                                               |
| /n̪/  | n         | h        | nh        | namün       | pé                   | Semelhante a n, mas com a ponta da língua entre os dentes.                                       |
| /ɲ/  | ñ         | ñ        | ñ         | ñuke        | mãe                  | Como o nh em banho.                                                                              |
| /ŋ/  | ng        | g        | g         | nge         | olho                 | Como o ng do inglês morning.                                                                     |
| /o/  | o         | o        | o         | oküllün     | debulhar             | Como o o em pode.                                                                                |
| /p/  | p         | p        | p         | poñü        | batata               | Como o p em pode.                                                                                |
| /ɺ/  | r         | r        | r         | rüngo       | farinha              | Semelhante ao r do inglês rat.                                                                   |
| /s/  | s         | s        | s         | sumel       | sapato               | Como s em sapato.                                                                                |
| [ʃ]  | sh        | sh       | sh        | shuka       | casita (afectuoso)   | Como ch em chá (variante afectuosa de s).                                                        |
| /t/  | t         | t        | t         | tonton      | traça                | Como o t em tudo.                                                                                |
| [t'] | -         | -        | t'        | wet'wet'    | louco (depreciativo) | Como o t do inglês tea (variante depreciativa de d).                                             |
| /t̪/  | t         | -        | -         | antü        | sol                  | Semelhante a t mas com a ponta da língua entre os dentes.                                        |
| /tɺ/ | tr        | x        | tx        | trawa       | pele                 | Semelhante ao tr do inglês train.                                                                |
| /u/  | u         | u        | u         | umawtun     | dormir               | Como o u em tudo.                                                                                |
| /ɨ/  | ü         | v        | ü         | wünen       | primeiro             | Pronuncia-se colocando a língua como para se dizer u e com os lábios como quando se pronuncia i. |
| /w/  | w         | w        | w, u      | willi, chaw | sul, pai             | Como a semivogal u em causa e quase.                                                             |
| /j/  | y         | y        | y, i      | yeku, papay | alcatraz, senhorita  | Como a semivogal i em maia ou rei.                                                               |

## Gramática
O mapudungun é uma língua polissintética. Quer isto dizer que cada palavra incorpora vários morfemas de tal forma que uma única palavra pode ser traduzida em português por uma frase completa.
Exemplo:
Palavra: Trarimansunparkelayayengu
Componentes: trari–mansun–pa–rke–la–ya–y–engu
(cingir–boi–aqui–SURPRESA–NEGAÇÃO–FUTURO–MODO REAL–3ª PESS. DUAL)
Tradução: Eles os dois não emparelharão os bois aqui!

### Género e número
O género não é indicado gramaticalmente, mas sim lexicalmente: entru pichiche ("homem–menino") e domo pichiche ("fêmea-menino"); alka achawall ("macho-galinha") e domo achawall ("fêmea-galinha").
Os substantivos estão divididos em duas classes: animados e inanimados. Tal reflecte-se, por exemplo, no morfema indicativo de plural: pu para substantivos animados e yuka para os inanimados. Chi (ou ti) é o artigo definido animado. Assim: chi wentru, "o homem" e chi pu wentru, "os homens".

### Pronomes
Pronomes pessoais
Há nove pronomes pessoais, se bem que nos dialectos do Sul o sistema se reduza a seis, devido à inexistência do dual.
| Pessoa   | Número   | Número   | Número    |
| Pessoa   | Singular | Dual     | Plural    |
| -------- | -------- | -------- | --------- |
| Primeira |          |          |           |
| iñche    | iñchiw   | iñchiñ   |           |
| Segunda  | eymi     | eymu     | eymün     |
| Terceira | fey      | fey engu | fey engün |

Existe um complexo sistema de morfemas para indicar o agente e o paciente de uma acção. Por exemplo: -fiñ-, "eu para ele", -enew-, "ele para mim".
Pronomes interrogativos
Alguns pronomes interrogativos:iney "quem", chem "o quê"', chew "onde",  chumül "quando", chumngelu, "porquê", tuntem "quanto(s)".

### Verbos
Os verbos podem ser transitivos ou intransitivos, neutros ou impessoais e conjugam-se de acordo com pessoa (primeira, segunda, terceira), número (singular, dual, plural), voz (activa e passiva) e modo: indicativo, imperativo, optativo e conjuntivo. No indicativo distinguem-se os seguintes tempos: presente, imperfeito, futuro e perfeito. Os verbos incluem informação sobre o local da acção, as emoções do falante, bem como o seu grau de certeza sobre as suas afirmações.

## Léxico
As palavras compostas são muito frequente. Exemplos: küdaw "trabalho", küdaw.fe "trabalhador", küdaw.we "local de trabalho".

### Numeração
A numeração é extremamente regular, só podendo ser comparada ao chinês e ao uolofe, ou a línguas artificiais, como o esperanto. 1 kiñe, 2 epu, 3 küla, 4 meli, 5 kechu, 6 kayu, 7 regle, 8 pura, 9 aylla, 10 mari; 20 epu mari, 30 küla mari, 110 (kiñe) pataka mari, 1000, warangka. Tanto pataka como warangka provêm do quíchua (pachak, waranqa).

## Amostra de texto
Kom pu mogence kisuzuam mvlekey, kom cegeygvn, logkogeygvn ka piwkegeygvn, nieygvn kimvn fey mew mvley tañi yamniewael ka epuñpvle kejuwael egvn.
Português
Todos os seres humanos nascem livres e iguais em dignidade e direitos. São dotados de razão e consciência e devem agir em relação uns aos outros com espírito de fraternidade.
(Artigo 1 da Declaração Universal dos Dreitos Humanos)